# Claus Spahn

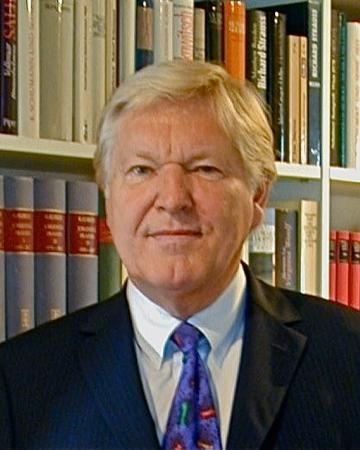
Claus Spahn, Colonia 2005

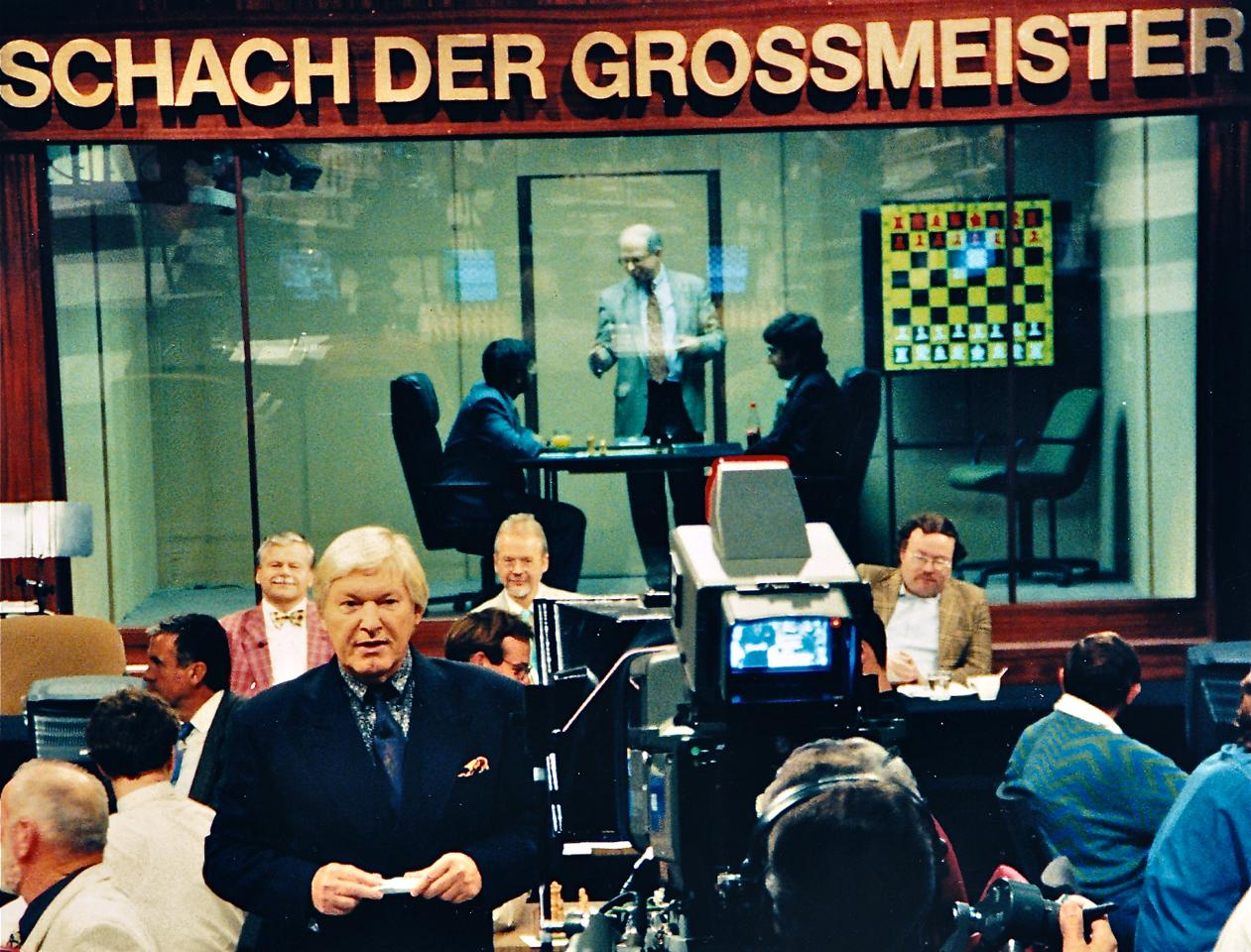
Claus Spahn presentando en 1996 la emisión de TV Schach der Großmeister con Viswanathan Anand y Vladímir Krámnik.

Claus Spahn nació en Bottrop (Alemania) (15 de mayo de 1940) y fue redactor de la emisora alemana de televisión WDR (Westdeutscher Rundfunk), presentador de TV, productor y autor. En el año 2001 le fue impuesta la Orden del Mérito de la República Federal de Alemania.

## Currículum

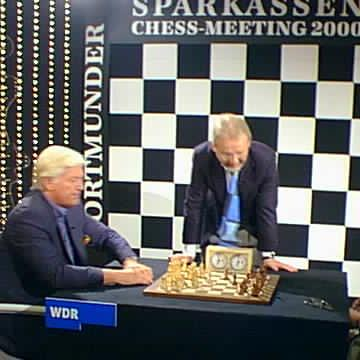
Claus Spahn durante los torneos de Dortmund en 2000

Spahn estudió Historia del Teatro, Filología germánica, Historia del Arte y Filosofía en la universidad de Colonia. Con su tesis doctoral La Historia del Teatro en la región del Ruhr hasta 1933 alcanzó el grado de Dr. Phil. en 1969. De 1969 hasta 2005 fue redactor de TV en la emisora WDR. Aquí produjo numerosas series de televisión, retratos y documentaciones sobre la política cultural.
Con sus programas televisivos sobre el ajedrez alcanzó un importante renombre tanto a nivel nacional como internacional. Desde 1983 hasta 2005 presentó la emisión anual en directo Schach der Großmeister (Ajedrez de los Gran Maestro Internacional), en la que, entre otros, Gari Kaspárov, Anatoli Kárpov, Viswanathan Anand y Vladímir Krámnik competían por la Copa de la Televisión. Gracias a su iniciativa y bajo su dirección retransmitía la emisora Westdeutsches Fernsehen con regularidad un reportaje sobre el torneo de ajedrez de Dortmund.

## Series de TV y producciones cinematográficas
Entre otras escribió Spahn y produjo las series Keine Angst vorm Fliegen (Viajar en avión sin miedo) y Der Elternführerschein (Licencia para ser padres). Con Lida Winiewicz escribió la serie de TV de 12 capítulos Wenn die Liebe hinfällt (Cuando cae el amor). Por la producción Niemand soll der nächste sein (Nadie debería ser el próximo) se le otorgó la medalla de la organización alemana de ayuda contra el cáncer. En 1979 recibió el Premio de Cinematografía de la Industria Alemana por su serie de TV dedicada a la ley alemana para protección de datos Computer können nicht vergessen (Los ordenadores no saben olvidar). Paralelamente a la serie de TV (Viajar en avión sin miedo) organizó Spahn con Rainer Pieritz en Alemania cursillos para la superación del miedo en los viajes aéreos. Bajo el título Partnerschaftskurs (Cursillos para parejas convivientes) publicaron también Spahn y Pieritz en la editorial Mosaik el libro acompañante a la serie televisiva Wenn die Liebe hinfällt (Cuando cae el Amor). En la serie de televisión Endlich 18 – und was nun? (Por fin 18 ¿Y ahora qué?) con Thomas Gottschalk (famoso presentador de la TV alemana), que Spahn y Hansjörg Martín escribieron para la emisora WDR, tuvo el conocido actor alemán Dietmar Bär su primera actuación en televisión. Como autor y realizador produjo Claus Spahn dos impresionantes retratos: uno sobre el autor, coleccionador de objetos de arte y, como químico, padre de la píldora anticonceptiva Carl Djerassi; el otro sobre el investigador del músico Franz Schubert Otto Erich Deutsch autor del Deutschverzeichnis (Directorio de música según Deutsch).

## Condecoraciones, premios y reconocimientos honoríficos
En el año 1992 fue Claus Spahn honrado con el Ehrenteller des Deutschen Schachbundes (Plato de Honor de la asociación alemana de Ajedrez). Por su entusiasmo e iniciativa en pro del deporte de Ajedrez le fueron concedidos en dos ocasiones (1983 y 2001) el Deutscher Schachpreis (gran premio de la asociación alemana de ajedrez) y la Medalla de la Unión Europea de Ajedrez (ECU). En 2002 recibió el Gold Merit Award de la organización mundial del ajedrez FIDE. En el año 2001 Johannes Rau, Presidente de la República Federal Alemana, le impuso a Claus Spahn la Bundesverdienstkreuz am Bande (Cruz Federal del Mérito).